# Vin du Glacier

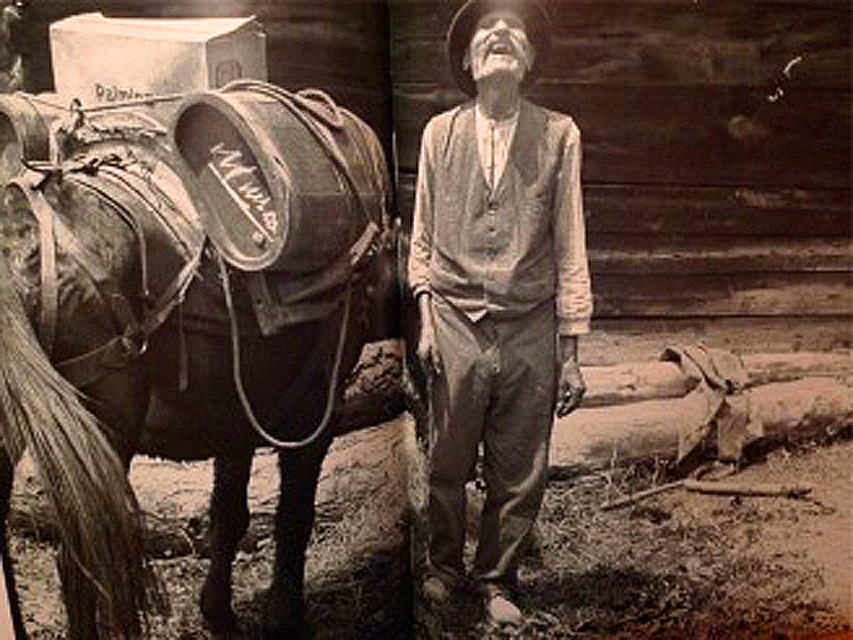
Au début du XXe siècle, descente à dos de mulet du vin du Glacier de Grimentz, dans le Val d'Anniviers.

Le vin du Glacier est un vin suisse.

## Élaboration
Élaboré à partir du cépage rèze ou d'un assemblage d'une majorité rèze et de marsanne (appelé localement ermitage) ou de pinot gris, les vendanges et la vinification de ce vin doivent avoir lieu dans le district valaisan de Sierre. Le printemps suivant la vendange, le vin doit être élevé dans des fûts de mélèze à l'intérieur des caves du Val d'Anniviers à une altitude minimale de 1200 mètres.
Le principe du Vin du Glacier est la méthode de transvasage : les tonneaux ne sont jamais vidés et chaque année du vin nouveau est ajouté à l'ancien. Le plus âgé pouvant avoir plus de cent ans. À chaque fois qu’on soutire un certain volume de vin, on le remplace par du vin jeune qui est mélangé avec des vins plus âgés. Ainsi, les caractéristiques du Vin du Glacier se maintiennent au cours du temps.